# Simone Parodi
Simone Parodi (Sanremo, 16 de junho de 1986) é um jogador de voleibol da Itália que joga como ponta-atacante pelo Lube Banca Marche Macerata. Com o Bre Banca Cuneo ganhou o título do campeonato italiano em 2010.